# Esposizione di Parigi (1900)

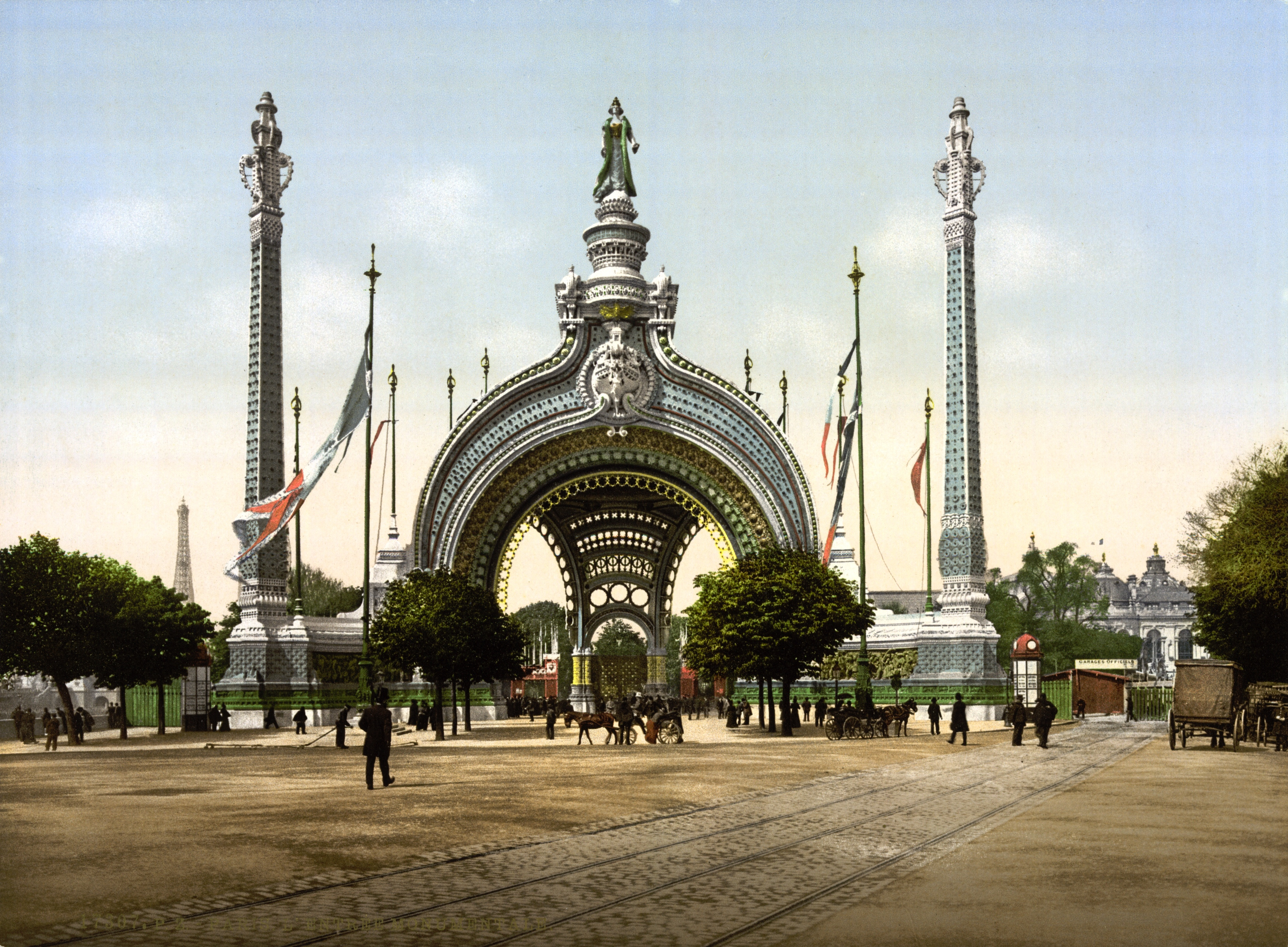
Ingresso principale dell' Esposizione

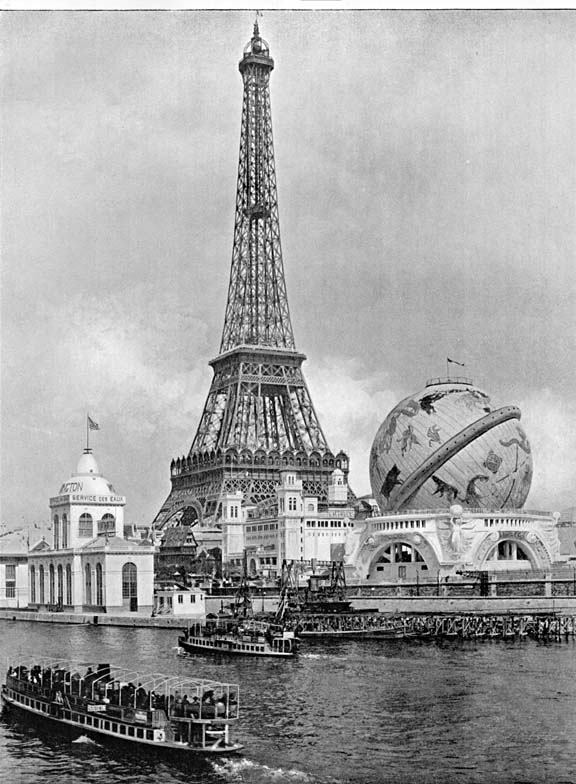
La torre Eiffel ed il Globo celeste

L'Esposizione di Parigi del 1900 (ufficialmente (FR)  L'Exposition de Paris 1900) si tenne a Parigi dal 15 aprile al 12 novembre e superò la quota di 50 milioni di visitatori (solo quella di Osaka del 1970 e quella di Shangai del 2010 fecero altrettanto).
Come contesto ha l'espansione economica, divertimento e  fede nel progresso.

## Storia
Per l'occasione, furono messi in mostra i più recenti ritrovati della scienza e della tecnica. Spiccano tra questi ultimi l’elettricità e il cinematografo, messo a punto in quegli anni dai fratelli Auguste e Louis Lumière
Molti monumenti parigini furono costruiti per l'esposizione, inclusi la Gare de Lyon, la Gare d'Orsay (ora Museo d'Orsay), il Ponte Alessandro III, il Grand Palais, La Ruche e il Petit Palais.

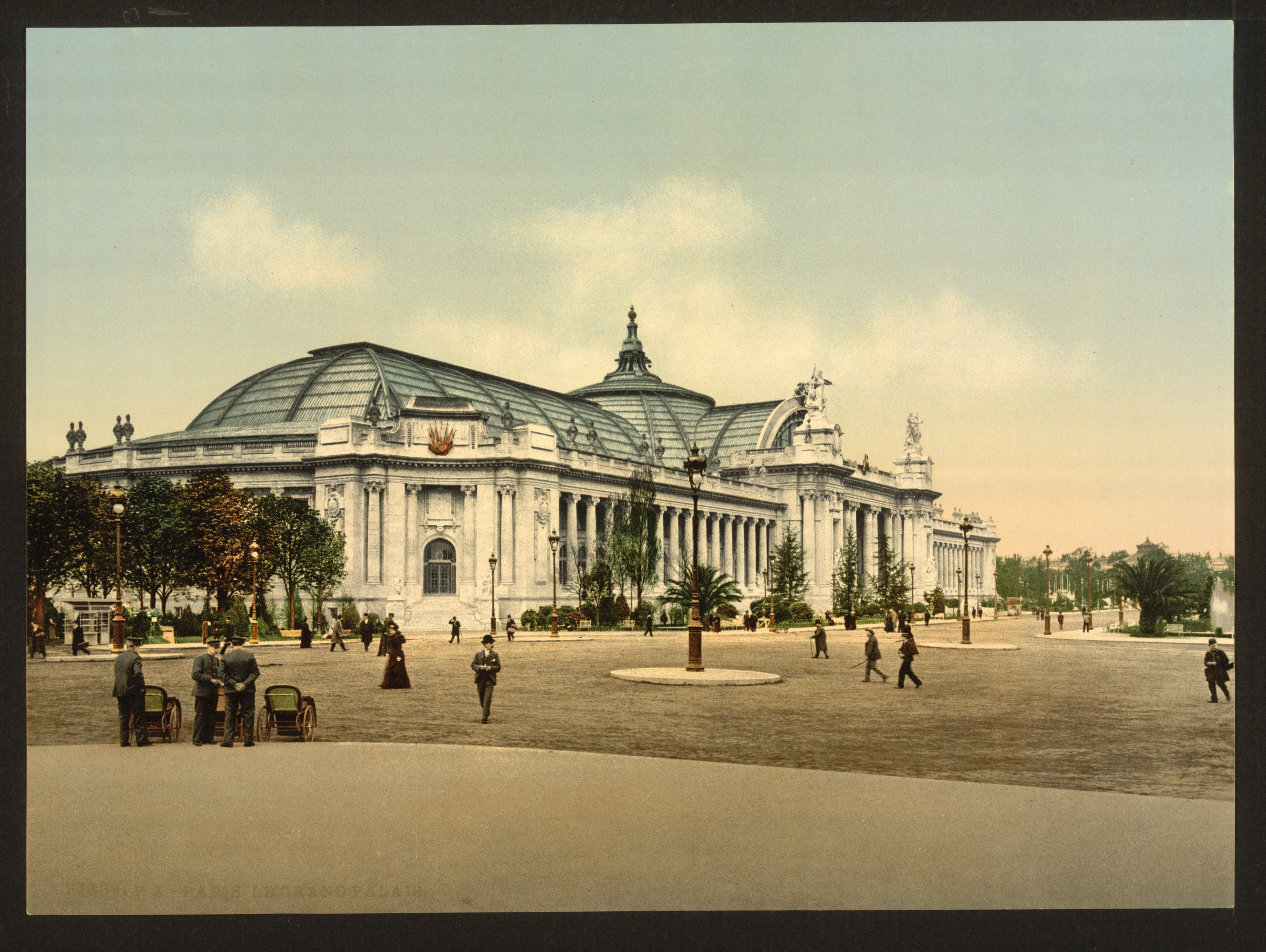
Il Grand Palais

L'esposizione parigina vide anche il trionfo del cinematografo dei fratelli Lumière.
Nello stesso anno Parigi ospitò anche i Giochi della II Olimpiade: il barone Pierre de Coubertin, fondatore del Comitato Olimpico Internazionale, dovette cedere il controllo dei Giochi a favore del Governo.
Della manifestazione parigina sono presenti molte testimonianze nel Fondo Tito Pasqui presso la Biblioteca "Saffi" di Forlì: ad esempio un interessante carteggio, biglietti da visita degli espositori, ritagli di giornale, menu di pranzi o cene, ricevute di alberghi, libretti di commedie.
Durante la fiera si tenne anche un importante torneo di scacchi che vide la partecipazione di molti dei migliori giocatori dell'epoca.

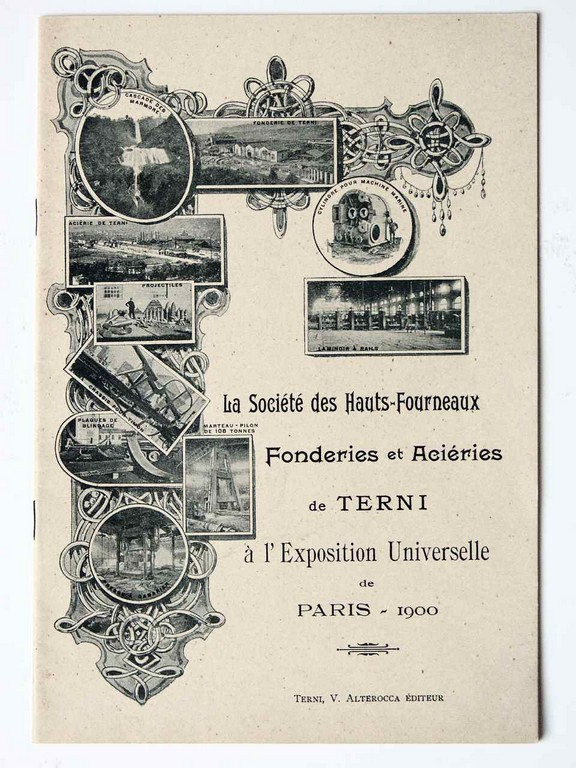
Opuscolo pubblicitario della Società degli alti forni fonderie e acciaierie di Terni presso l'Esposizione universale di Parigi, 1900.

## Lavori preparatori
Tra le realizzazioni intraprese per l'esposizione spiccano i lavori per la prima linea della Metropolitana di Parigi (tuttora chiamata ligne 1), iniziati nel 1897 e finiti nel 1900, in tempo per l'Expo. In un primo momento sembrò prevalere la soluzione della ferrovia sopraelevata, con costi minori, costruzione più rapida e meno rischi per le fondamenta dei palazzi e le reti fognarie e dei servizi. Prevalsero poi ragioni estetiche: i viadotti avrebbero "tagliato" facciate di palazzi e monumenti e tolto luce naturale alle strade e alle case sotto i viadotti.
La realizzazione delle gallerie sotterranee era semplice: si sventravano le strade principali, si scavava la galleria e si richiudeva tutto. Per questo le gallerie sono quasi tutte poco profonde e il percorso delle linee (soprattutto le più antiche) segue fedelmente quello delle strade.